# Obafemi Owode
Obafemi Owode é uma Área de Governo Local no Ogun (estado), Nigéria. Sua sede fica na cidade de Owode.
Possui uma área de 1.410 km ² e uma população de 235.071 no censo de 2006.
O código postal da área é 110.